# Udea stationalis
Udea stationalis is een vlinder uit de familie van de grasmotten (Crambidae). De wetenschappelijke naam van deze soort is voor het eerst voorgesteld door Hiroshi Yamanaka in een publicatie uit 1988.
De soort komt voor in Japan (Honshu).